# Trixie Maristela
Trixie Maristela (* 30. dubna 1986, Makati, Metro Manila, Filipíny) je transgenderová filipínská herečka, modelka, vítězka soutěže transgender královny krásy Miss International Queen za rok 2015.

## Život
Vystudovala evropské jazyky na Filipínské univerzitě. Žije v Brisbane, v australském Queenslandu, kde studuje ekonomický magisterský obor.

## Kariéra
V květnu 2014 zúčastnila nejvyšší filipínské transgender soutěž krásy, ve které zvítězila.
V květnu 2015 se zúčastnila prvního ročníku Miss Trans Manila a byla korunována jako první vítězka v historii soutěže.
V říjnu 2015 Maristela se svým partnerem Artem Sta. Ana zveřejnila knihu s názvem He's Dating The Transgender, která popisuje, jak se Artem Sta. Ana zamiloval do Maristely.
V listopadu 2015 se zúčastnila Miss International Queen, největší a nejvýznamnější světové transgender soutěže krásy. V soutěži, která se konala v thajské Pattayi, zvítězila.
V únoru 2016 Maristela svou první televizní roli v dramatickém seriálu Karelasyon v produkci společnosti GMA, kde ztvárnila roli transsexuálky, která prochází komplikovaným milostným vztahem. Dále hrála v dramatické antologii Magpakailanman, popisující její vlastní životní příběh.